# Sorex hosonoi
Sorex hosonoi är en däggdjursart som beskrevs av Yoshinori Imaizumi 1954. Sorex hosonoi ingår i släktet Sorex och familjen näbbmöss. IUCN kategoriserar arten globalt som livskraftig. Inga underarter finns listade i Catalogue of Life.
Denna näbbmus förekommer med flera från varandra skilda populationer i bergstrakter på den japanska ön Honshu. Den vistas i regioner som ligger 900 till 2900 meter över havet. Habitatet utgörs av bergsängar, buskskogar och barrskogar.